# Neuracanthus madagascariensis
Neuracanthus madagascariensis är en akantusväxtart som beskrevs av Raymond Benoist. Neuracanthus madagascariensis ingår i släktet Neuracanthus och familjen akantusväxter. Inga underarter finns listade i Catalogue of Life.